# Покровский скит (Канерга)
Покровский скит — действующий православный скит Свято-Троицкого Серафимо-Дивеевского женского монастыря. Расположен в селе Канерга.

## История
В декабре 1991 года монастырю предложили разобрать на дрова бездействующую начальную школу. Увидев, что рядом сохранилась колокольня, на которой стоял крест, сёстры решили восстанавливать здесь скит. Позднее выяснилось, что купленная школа была зубоврачебным корпусом Дивеевского монастыря. А около Канергской церкви жили сестры после разгона обители.
В 1992 году был заложен новый Покровский храм, освящение которого состоялось 23 октября 1993 года.
В 2003 году насчитывалось 20 насельниц, старшей скита была инокиня Татиана (Шимановская).
В селе расположен Свято-Троицкий источник, получивший название «Говорящий».